# Yakovlev Yak-40

O Yakovlev Yak-40 (nome na OTAN: Codling) é um avião pequeno, trijato e foi o primeiro avião a jato mundialmente lançado para transporte regional. Foi introduzido no mercado em Setembro de 1968 com a Aeroflot.

## Projeto

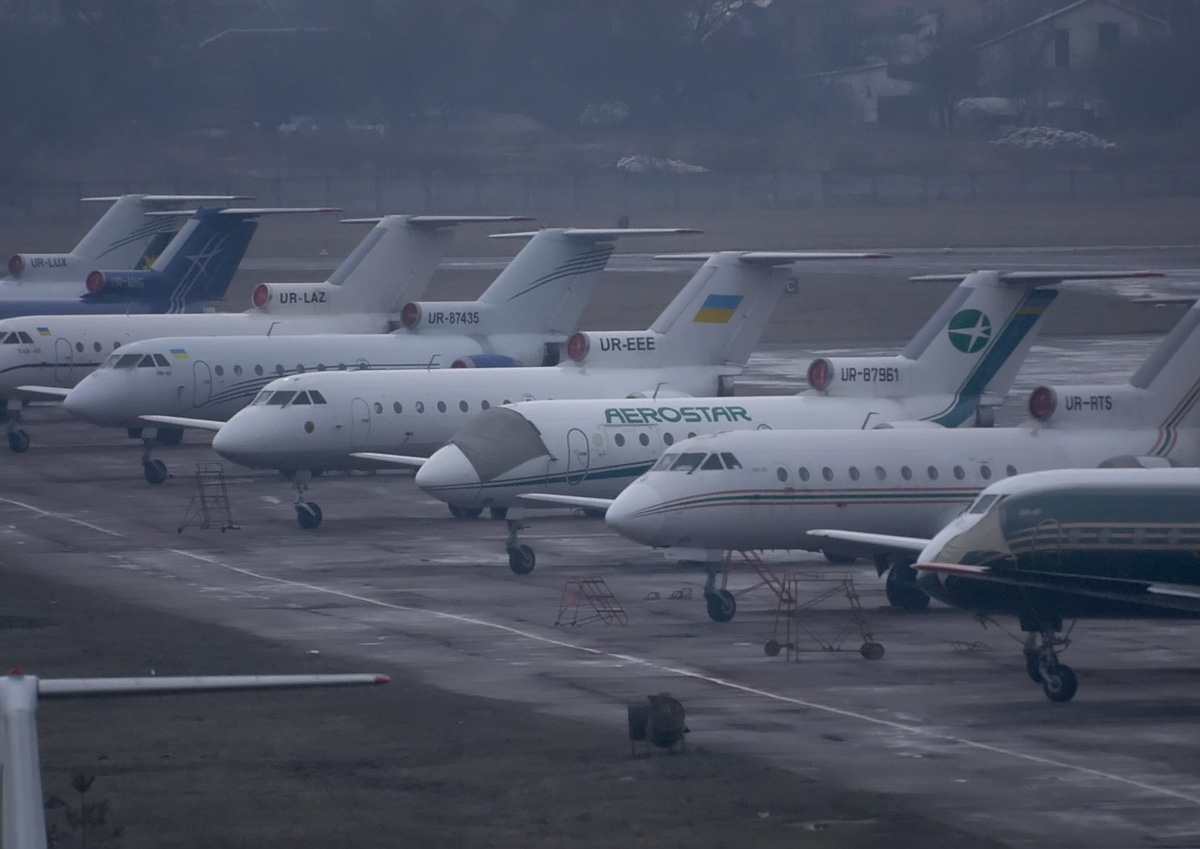
Uma série de Yak-40s no Aeroporto Internacional de Kiev.

No início dos anos 1960, a empresa aérea estatal soviética Aeroflot voava em rotas internacionais e conexões domésticas com aeronaves a jato ou turboélice, mas suas rotas locais, das quais muitas eram realizadas em aeródromos com pista de grama, eram operadas por aeronaves à pistão já obsoletas, como o Ilyushin Il-12, o  Il-14 e também o Lisunov Li-2. A Aeroflot queria substituir estes aviões já ultrapassados por outros, motorizados a jato. Nesta ocasião, a fabricante Yakovlev ficou encarregada de projetar uma nova aeronave para atender ao pedido da estatal. Não era necessária uma alta velocidade, mas deveria operar seguramente e confiavelmente em aeroportos pouco equipados com pistas pequenas (menos que 700 m, (2.300 ft)) e não pavimentadas, e em tempo ruim.
A Yakovlev estudou possibilidades de um turboélice ou de um jato para atender os requisitos, além de projetos Vertical Take-Off and Landing (VTOL) com pequenos jatos nas laterais da fuselagem para o controle vertical, mas eventualmente eles decidiram que o novo projeto seria um trijato, com capacidade para 20 a 25 passageiros. Os motores seriam os novos turbofan AI-25 sendo desenvolvidos pela fabricante Ivchenko-Progress em Zaporizhzhya, na Ucrânia.

## Design
O Yak-40 possui asa baixa, cantilever e monoplano, uma grande cauda em "T" e trem de pouso retrátil. A cabine de passageiros fica acima da asa, com a pequena fuselagem traseira carregando os três motores, sendo dois deles montados em pequenos pylons ao lado da fuselagem e um terceiro motor na parte traseira da fuselagem, com a alimentação de ar de uma entrada dorsal na frente do estabilizador vertical, formando um duto em forma de "S",além de um auxiliary power unit que foi colocado para permitir o start dos motores sem suporte de solo em aeródromos primitivos. Os três motores AI-25 com dois eixos e um empuxo de 14,7 kN (3.300 lbf). Os motores não possuíam jetpipes (tubos borrifadores de óleo) e, inicialmente, também não tinham reverso.
A fuselagem pressurizada tem um diâmetro de 2,4 metros. O piloto e o copiloto sentam lado a lado na cabine de comando, enquanto a cabine de passageiros tinham uma capacidade padrão de 24 a 27 passageiros em três fileiras, mas era possível optar por uma versão com quatro fileiras, levando 32 passageiros. Os passageiros entravam e saíam pela parte ventral da aeronave, através de uma escada na fuselagem.
A asa é equipada com flaps largos, mas não possui qualquer outro dispositivo hiper-sustentador, confiando na baixa carga de trabalho da asa para dar a performance necessária para decolagem e pouso curtos. As asas se juntam ao centro da aeronave, com a longarina principal indo de ponta de asa à ponta de asa, com as asas comportando tanques de asa integral com capacidade de 3.800 litros. A aeronave possui um grande estabilizador vertical, que fica com uma angulação de 50 graus para trás para compensar o peso dianteiro com a pequena parte de fuselagem traseira.

## Variantes
- Yak-40
- Yak-40-25
- Yak-40 Akva
- Yak-40D
- Yak-40EC
- Yak-40 Fobos
- Yak-40K
- Yak-40 Kalibrovshchik
- Yak-40L
- Yak-40 Liros
- Yak-40M
- Yak-40 M-602
- Yak-40 Meteo
- Yak-40P
- Yak-40REO
- Yak-40 Shtorm
- Yak-40TL
- Yak-40V

## Histórico Operacional

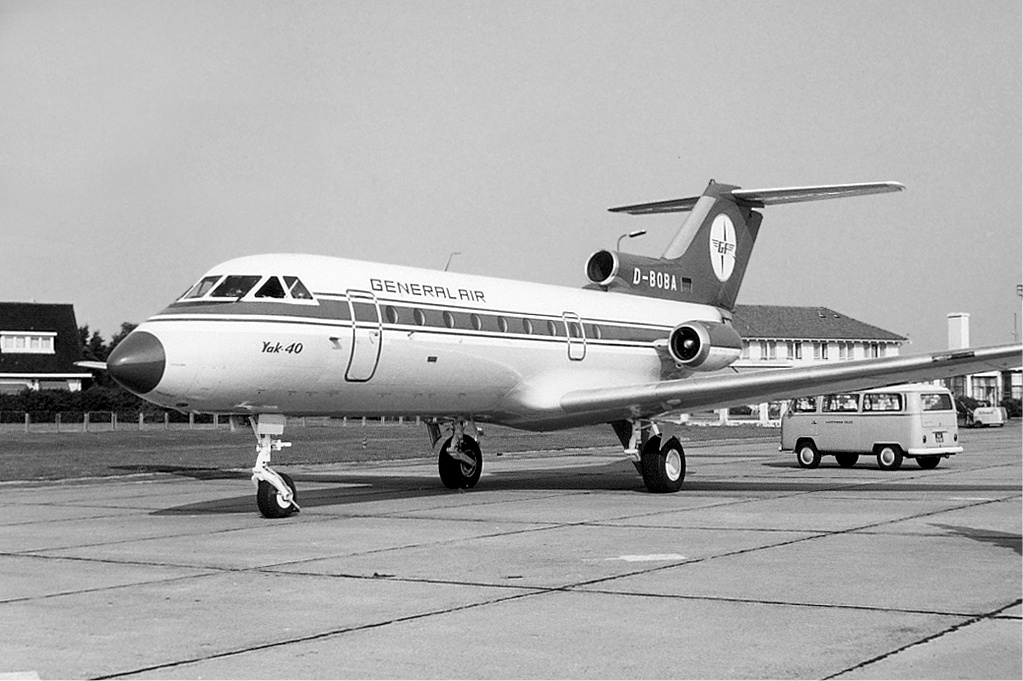
Um Yak-40EC da General Air visto no Aeroporto de Groninga no início dos anos 1970

O primeiro dos cinco protótipos realizou seu primeiro voo em 21 de Outubro de 1966 e sua produção iniciou na fábrica Saratov Aviation Plant em 1967 e a certificação tipo Soviética foi emitida em 1968. A aeronave fez seu primeiro voo de passageiros pela Aeroflot em 30 de Setembro de 1968. Na versão de 1973 foi removido um tailspin. Em 1975, uma nova versão foi introduzida, com a distância para voos sem parada aumentados. Além disso, a porta da frente na lateral da fuselagem mudou de lugar, ficando junto à sexta janela.
Poucos da terceira versão foram transformados como "conversíveis", para carga e passageiros (Yak-40K).
Quando a produção se encerrou em Novembro de 1981 a fábrica em Saratov havia produzido 1011 aeronaves. Até 1993 os Yak-40 operados pela Aeroflot havia carregado um total de 354 milhões de passageiros. Além de ter sido uma "coluna vertebral" das operações locais da Aeroflot, voando para 276 destinos domésticos em 1980, o Yak-40 foi também um sucesso em exportação. Mais do que isso, o Yak-40 tornou-se o a primeira aeronave Russa/Soviética a conseguir certificados para voar na Itália e Alemanha Ocidental. Foi demonstrado em 75 países ao redor do mundo, incluindo nos Estados Unidos, onde pedidos do Yak-40 foram feitos.
Um total de 130 aeronaves foram exportadas para o Afeganistão, Angola, Bulgária, Camboja, Cuba, República Tcheca, Guiné Equatorial, Etiópia, Alemanha, Honduras, Hungria, Itália, Laos, Madagascar, Filipinas, Polônia, Síria, Vietnã, Jugoslávia e Zâmbia.